# Sony BMG
Sony BMG diskografska je kuća nastala 2004. godine spajanjem diskografskih kuća Sony Music i Bertelsmann Music Group (BMG) u omjeru 50:50. U kolovozu 2008. godine, Sony Music otkupio je polovicu vlasništva od BMG-a i postao 100% vlasnik. Preimenovala se u Sony Music Entertainment ili skraćeno Sony Music. Ova diskografska kuća pripada među 4 najveće na svijetu. Sjedište je u New Yorku.
Neki od najpoznatijih bivših i sadašnjih izvođača Sony Music među stotinama ostalih su:
- Aerosmith
- Avril Lavigne
- Backstreet Boys
- Beyoncé Knowles
- Bob Dylan
- Celine Dion
- Noemi
- Duran Duran
- Elvis Presley
- Jennifer Lopez
- Johnny Cash
- Kings of Leon
- Michael Jackson
- Oasis
- Pearl Jam
- Ricky Martin
- Shakira
- Whitney Houston
- Will Smith